# Wörbke
Die Wörbke ist ein etwa vier Kilometer langer, orographisch rechter Nebenfluss der Werre im Kreis Lippe in Ostwestfalen-Lippe, Deutschland.

## Name
Der Gewässername tritt erstmals 1721 schriftlich in Erscheinung. Die Deutung des Namens ist unsicher. Vermutlich ist der Name einer Verballhornung von *Wertbeke mit den mittelniederdeutschen Wörtern -beke „-bach“ und *werd „Flussinsel, Werder“.

## Verlauf
Die Wörbke entspringt im Leistruper Wald südlich des Detmolder Stadtteils Diestelbruch in einem kleinen Quellteich, der „Jackenborn“ genannt wird. Von seinem Ursprung aus fließt der Bach zunächst in Richtung Westen am Weiler Döringsfeld vorbei und nimmt bei KM 3,0 seinen ersten Zufluss, den von Südosten kommenden Finkenbach auf. Bald nach diesem Zusammenfluss wendet sich der Bach in Richtung Südwesten und nimmt, bevor er in Remmighausen der Werre zufließt, bei KM 1,7 seinen zweiten Zufluss, den von Norden zuströmenden, 1,6 Kilometer langen Diestelbach auf.

## Umwelt
Die Wörbke ist in naturnahem Zustand und gehört der Gewässergüteklasse II an, welches bedeutet, dass sie mäßig belastet ist.